# Burgerunie "Roma"
De Burgerunie "Roma" (Bulgaars: Graždansko Obedinenie "Roma"), is een Bulgaars politiek verbond van 9 non-gouvernementele organisaties en 3 politieke partijen die de belangen van de Roma (een Zigeunervolk) behartigen. De Burgerunie "Roma" werd in 2001 opgericht en maakt deel uit van de door de Bulgaarse Socialistische Partij gedomineerde Coalitie voor Bulgarije.
Bij de parlementsverkiezingen van 17 juni 2001 behaalde de Coalitie voor Bulgarije 17,1% van de stemmen, goed voor 48 zetels in de 450 zetels tellende Narodno Sobranie (Nationale Vergadering). Bij de parlementsverkiezingen van 25 juni 2005 behaalde de Coalitie 34,2% van de stemmen, goed voor 82 zetels. 
In 2002 was er in ieder geval één Roma-parlementariër.